# Női egyéni műkorcsolya az 1980. évi téli olimpiai játékokon
Az 1980. évi téli olimpiai játékokon a műkorcsolya női egyéni versenyszámát február 20. és 23. között rendezték Lake Placidben. Az aranyérmet a keletnémet Anett Pötzsch nyerte. A versenyszámban nem vett részt magyar versenyző.

## Eredmények
Kilenc bíró pontozta a versenyzőket. A pontok alapján a bírók mindegyikénél külön-külön kialakult egy sorrend, az egyes szakaszokban (kötelező elemek, rövid program, kűr) és az összesítésnél is, ez egy helyezési pontszámot is jelentett. Az egyes szakaszok, valamint az összesítés eredménye a következő kritériumok alapján alakult ki:
1. „Többségi helyezések száma”. Az a versenyző végzett előrébb, akit a bírók többsége előrébb rangsorolt. A bírók többsége azt jelentette, hogy a legjobb 5 helyezést adó bíró helyezési pontszámait vették figyelembe, de ha az 5. bíró helyezésével még volt azonos helyezés, akkor az(oka)t is figyelembe vették. Ezt az adatot tartalmazza az oszlop. (Pl. a „6×3+” azt jelenti, hogy a versenyző 6 bírónál az első 3 hely valamelyikén végzett.)
2. „Többségi helyezések összege” (a figyelembe vett bírók helyezési pontszámainak összege)
3. „Helyezések összege” (az összes bíró helyezési pontszámainak összege)
4. „Pont” (az összes bíró által adott összpontszám).

### Kötelező elemek
A kötelező programot február 20-án rendezték. A pontszám a bírók által adott pontok 40%-a.
| Hely. | Versenyző                 | Nemzet                 | Többségi helyezések száma | Többségi helyezések összege | Helyezések összege | Pont  |
| ----- | ------------------------- | ---------------------- | ------------------------- | --------------------------- | ------------------ | ----- |
| 1.    | Anett Pötzsch             | NDK (GDR)              | 9×1+                      | 9,0                         | 9,0                | 46,04 |
| 2.    | Dagmar Lurz               | NSZK (FRG)             | 6×2+                      | 11,0                        | 20,0               | 44,00 |
| 3.    | Linda Fratianne           | Egyesült Államok (USA) | 7×3+                      | 18,0                        | 26,0               | 42,76 |
| 4.    | Vatanabe Emi              | Japán (JPN)            | 6×4+                      | 23,0                        | 38,0               | 41,52 |
| 5.    | Claudia Kristofics-Binder | Ausztria (AUT)         | 7×5+                      | 31,0                        | 45,0               | 40,32 |
| 6.    | Susanna Driano            | Olaszország (ITA)      | 7×6+                      | 40,0                        | 55,0               | 39,32 |
| 7.    | Kristiina Wegelius        | Finnország (FIN)       | 5×6+                      | 30,0                        | 60,0               | 38,84 |
| 8.    | Lisa-Marie Allen          | Egyesült Államok (USA) | 7×8+                      | 50,0                        | 69,0               | 38,44 |
| 9.    | Danielle Rieder           | Svájc (SUI)            | 5×8+                      | 39,0                        | 77,0               | 37,68 |
| 10.   | Karena Richardson         | Nagy-Britannia (GBR)   | 7×10+                     | 64,0                        | 88,0               | 37,12 |
| 11.   | Sandy Lenz                | Egyesült Államok (USA) | 8×11+                     | 84,0                        | 97,0               | 36,36 |
| 12.   | Denise Biellmann          | Svájc (SUI)            | 5×13+                     | 61,0                        | 122,0              | 35,04 |
| 13.   | Sandra Dubravčić          | Jugoszlávia (YUG)      | 5×13+                     | 62,0                        | 123,0              | 35,28 |
| 14.   | Susan Broman              | Finnország (FIN)       | 7×14+                     | 90,0                        | 121,0              | 35,24 |
| 15.   | Karin Riediger            | NSZK (FRG)             | 6×14+                     | 78,0                        | 123,0              | 35,16 |
| 16.   | Heather Kemkaran          | Kanada (CAN)           | 5×14+                     | 63,0                        | 127,0              | 34,88 |
| 17.   | Tina Riegel               | NSZK (FRG)             | 5×17+                     | 79,0                        | 153,0              | 33,56 |
| 18.   | Kira Ivanova              | Szovjetunió (URS)      | 8×18+                     | 141,0                       | 160,0              | 33,12 |
| 19.   | Franca Bianconi           | Olaszország (ITA)      | 8×19+                     | 149,0                       | 169,0              | 32,48 |
| 20.   | Szin Hjeszok              | Dél-Korea (KOR)        | 9×20+                     | 177,0                       | 177,0              | 30,60 |
| 21.   | Gloria Mas                | Spanyolország (ESP)    | 8×21+                     | 168,0                       | 190,0              | 25,44 |
| 22.   | Bao Zhenghua              | Kína (CHN)             | 9×22+                     | 197,0                       | 197,0              | 24,44 |

### Rövid program
A rövid programot február 21-én rendezték. A pontszám a bírók által adott pontok 40%-a.
| Hely. | Versenyző                 | Nemzet                 | Többségi helyezések száma | Többségi helyezések összege | Helyezések összege | Pont  |
| ----- | ------------------------- | ---------------------- | ------------------------- | --------------------------- | ------------------ | ----- |
| 1.    | Linda Fratianne           | Egyesült Államok (USA) | 7×1+                      | 7,0                         | 11,0               | 41,44 |
| 2.    | Denise Biellmann          | Svájc (SUI)            | 9×2+                      | 15,0                        | 15,0               | 40,92 |
| 3.    | Lisa-Marie Allen          | Egyesült Államok (USA) | 7×3+                      | 21,0                        | 29,0               | 40,08 |
| 4.    | Anett Pötzsch             | NDK (GDR)              | 6×4+                      | 22,0                        | 37,0               | 39,76 |
| 5.    | Dagmar Lurz               | NSZK (FRG)             | 7×5+                      | 30,0                        | 44,0               | 39,44 |
| 6.    | Sandy Lenz                | Egyesült Államok (USA) | 5×6+                      | 28,0                        | 61,0               | 38,48 |
| 7.    | Claudia Kristofics-Binder | Ausztria (AUT)         | 5×6+                      | 29,0                        | 59,0               | 38,76 |
| 8.    | Vatanabe Emi              | Japán (JPN)            | 5×8+                      | 35,0                        | 79,0               | 37,92 |
| 9.    | Karena Richardson         | Nagy-Britannia (GBR)   | 5×9+                      | 39,0                        | 80,0               | 37,72 |
| 10.   | Sandra Dubravčić          | Jugoszlávia (YUG)      | 5×9+                      | 41,0                        | 84,0               | 37,72 |
| 11.   | Kristiina Wegelius        | Finnország (FIN)       | 7×11+                     | 70,0                        | 95,0               | 37,40 |
| 12.   | Heather Kemkaran          | Kanada (CAN)           | 6×12+                     | 68,0                        | 110,0              | 36,56 |
| 13.   | Karin Riediger            | NSZK (FRG)             | 5×13+                     | 61,0                        | 120,0              | 35,96 |
| 14.   | Susanna Driano            | Olaszország (ITA)      | 5×13+                     | 62,0                        | 121,0              | 36,20 |
| 15.   | Danielle Rieder           | Svájc (SUI)            | 7×14+                     | 95,0                        | 125,0              | 36,08 |
| 16.   | Kira Ivanova              | Szovjetunió (URS)      | 8×16+                     | 127,0                       | 144,0              | 34,52 |
| 17.   | Susan Broman              | Finnország (FIN)       | 9×17+                     | 151,0                       | 151,0              | 33,60 |
| 18.   | Franca Bianconi           | Olaszország (ITA)      | 7×18+                     | 126,0                       | 164,0              | 31,04 |
| 19.   | Tina Riegel               | NSZK (FRG)             | 9×19+                     | 168,0                       | 168,0              | 30,24 |
| 20.   | Gloria Mas                | Spanyolország (ESP)    | 6×20+                     | 120,0                       | 183,0              | 27,52 |
| 21.   | Bao Zhenghua              | Kína (CHN)             | 5×21+                     | 102,0                       | 190,0              | 25,92 |
| 22.   | Szin Hjeszok              | Dél-Korea (KOR)        | 9×22+                     | 194,0                       | 194,0              | 25,68 |

### Kűr
A kűrt február 23-án rendezték. A pontszám a bírók által adott pontok 100%-a.
| Hely. | Versenyző                 | Nemzet                 | Többségi helyezések száma | Többségi helyezések összege | Helyezések összege | Pont   |
| ----- | ------------------------- | ---------------------- | ------------------------- | --------------------------- | ------------------ | ------ |
| 1.    | Denise Biellmann          | Svájc (SUI)            | 6×1+                      | 6,0                         | 12,0               | 104,10 |
| 2.    | Linda Fratianne           | Egyesült Államok (USA) | 8×2+                      | 14,0                        | 17,0               | 104,10 |
| 3.    | Anett Pötzsch             | NDK (GDR)              | 9×3+                      | 24,0                        | 24,0               | 103,20 |
| 4.    | Lisa-Marie Allen          | Egyesült Államok (USA) | 6×4+                      | 23,0                        | 38,0               | 100,90 |
| 5.    | Vatanabe Emi              | Japán (JPN)            | 5×5+                      | 23,0                        | 50,0               | 99,60  |
| 6.    | Dagmar Lurz               | NSZK (FRG)             | 7×6+                      | 35,0                        | 50,0               | 99,60  |
| 7.    | Sandy Lenz                | Egyesült Államok (USA) | 5×7+                      | 33,0                        | 69,0               | 97,90  |
| 8.    | Sandra Dubravčić          | Jugoszlávia (YUG)      | 5×8+                      | 38,0                        | 79,0               | 97,30  |
| 9.    | Claudia Kristofics-Binder | Ausztria (AUT)         | 7×9+                      | 55,0                        | 79,0               | 97,80  |
| 10.   | Susanna Driano            | Olaszország (ITA)      | 8×10+                     | 72,0                        | 83,0               | 97,30  |
| 11.   | Karin Riediger            | NSZK (FRG)             | 6×11+                     | 61,0                        | 101,0              | 95,20  |
| 12.   | Kristiina Wegelius        | Finnország (FIN)       | 8×12+                     | 87,0                        | 100,0              | 95,80  |
| 13.   | Kira Ivanova              | Szovjetunió (URS)      | 5×13+                     | 62,0                        | 121,0              | 93,90  |
| 14.   | Karena Richardson         | Nagy-Britannia (GBR)   | 6×14+                     | 74,0                        | 119,0              | 94,10  |
| 15.   | Heather Kemkaran          | Kanada (CAN)           | 7×15+                     | 101,0                       | 133,0              | 93,20  |
| 16.   | Danielle Rieder           | Svájc (SUI)            | 9×16+                     | 137,0                       | 137,0              | 91,70  |
| 17.   | Susan Broman              | Finnország (FIN)       | 7×17+                     | 119,0                       | 155,0              | 88,70  |
| 18.   | Tina Riegel               | NSZK (FRG)             | 9×18+                     | 160,0                       | 160,0              | 85,70  |
| 19.   | Franca Bianconi           | Olaszország (ITA)      | 9×19+                     | 171,0                       | 171,0              | 81,30  |
| 20.   | Bao Zhenghua              | Kína (CHN)             | 6×20+                     | 120,0                       | 183,0              | 76,60  |
| 21.   | Gloria Mas                | Spanyolország (ESP)    | 5×21+                     | 102,0                       | 190,0              | 73,60  |
| 22.   | Szin Hjeszok              | Dél-Korea (KOR)        | 9×22+                     | 194,0                       | 194,0              | 71,90  |

### Végeredmény
| Helyezés | Versenyző                 | Nemzet                 | Helyezési pontszámok bírónként | Helyezési pontszámok bírónként | Helyezési pontszámok bírónként | Helyezési pontszámok bírónként | Helyezési pontszámok bírónként | Helyezési pontszámok bírónként | Helyezési pontszámok bírónként | Helyezési pontszámok bírónként | Helyezési pontszámok bírónként | Több. hely. száma | Több. hely. össz. | Hely. össz. | Pont   |
| Helyezés | Versenyző                 | Nemzet                 | 1                              | 2                              | 3                              | 4                              | 5                              | 6                              | 7                              | 8                              | 9                              | Több. hely. száma | Több. hely. össz. | Hely. össz. | Pont   |
| -------- | ------------------------- | ---------------------- | ------------------------------ | ------------------------------ | ------------------------------ | ------------------------------ | ------------------------------ | ------------------------------ | ------------------------------ | ------------------------------ | ------------------------------ | ----------------- | ----------------- | ----------- | ------ |
| Arany    | Anett Pötzsch             | NDK (GDR)              | 1,0                            | 1,0                            | 2,0                            | 2,0                            | 1,0                            | 1,0                            | 1,0                            | 1,0                            | 1,0                            | 7×1+              | 7                 | 11          | 189,00 |
| Ezüst    | Linda Fratianne           | Egyesült Államok (USA) | 2,0                            | 2,0                            | 1,0                            | 1,0                            | 2,0                            | 2,0                            | 2,0                            | 2,0                            | 2,0                            | 9×2+              | 16                | 16          | 188,30 |
| Bronz    | Dagmar Lurz               | NSZK (FRG)             | 3,0                            | 3,0                            | 4,0                            | 3,0                            | 3,0                            | 3,0                            | 3,0                            | 3,0                            | 3,0                            | 8×3+              | 24                | 28          | 183,04 |
| 4.       | Denise Biellmann          | Svájc (SUI)            | 4,0                            | 5,0                            | 6,0                            | 6,0                            | 4,0                            | 6,0                            | 4,0                            | 4,0                            | 4,0                            | 5×4+              | 20                | 43          | 180,06 |
| 5.       | Lisa-Marie Allen          | Egyesült Államok (USA) | 5,0                            | 4,0                            | 5,0                            | 4,0                            | 6,0                            | 5,0                            | 5,0                            | 5,0                            | 6,0                            | 7×5+              | 33                | 45          | 179,42 |
| 6.       | Vatanabe Emi              | Japán (JPN)            | 6,0                            | 7,0                            | 3,0                            | 5,0                            | 5,0                            | 4,0                            | 6,0                            | 7,0                            | 5,0                            | 5×5+              | 22                | 48          | 179,04 |
| 7.       | Claudia Kristofics-Binder | Ausztria (AUT)         | 7,0                            | 6,0                            | 7,0                            | 7,0                            | 7,0                            | 7,0                            | 7,0                            | 5,0                            | 7,0                            | 9×7+              | 60                | 60          | 176,88 |
| 8.       | Susanna Driano            | Olaszország (ITA)      | 8,0                            | 9,0                            | 10,0                           | 9,0                            | 9,0                            | 8,0                            | 8,0                            | 8,0                            | 8,0                            | 5×8+              | 40                | 77          | 172,82 |
| 9.       | Sandy Lenz                | Egyesült Államok (USA) | 9,0                            | 8,0                            | 8,0                            | 8,0                            | 10,0                           | 9,0                            | 10,0                           | 10,0                           | 10,0                           | 5×9+              | 42                | 82          | 172,74 |
| 10.      | Kristiina Wegelius        | Finnország (FIN)       | 10,0                           | 10,0                           | 9,0                            | 10,0                           | 11,0                           | 10,0                           | 9,0                            | 9,0                            | 9,0                            | 8×10+             | 76                | 87          | 172,04 |
| 11.      | Sandra Dubravčić          | Jugoszlávia (YUG)      | 13,0                           | 12,0                           | 11,0                           | 11,0                           | 8,0                            | 12,0                           | 11,0                           | 10,0                           | 12,0                           | 5×11+             | 51                | 100         | 170,30 |
| 12.      | Karena Richardson         | Nagy-Britannia (GBR)   | 11,0                           | 11,0                           | 12,0                           | 14,0                           | 12,0                           | 11,0                           | 12,0                           | 13,0                           | 13,0                           | 6×12+             | 69                | 109         | 168,94 |
| 13.      | Karin Riediger            | NSZK (FRG)             | 12,0                           | 15,0                           | 14,0                           | 12,0                           | 13,0                           | 13,0                           | 15,0                           | 12,0                           | 14,0                           | 5×13+             | 62                | 120         | 166,32 |
| 14.      | Danielle Rieder           | Svájc (SUI)            | 14,0                           | 13,0                           | 15,0                           | 16,0                           | 15,0                           | 14,0                           | 13,0                           | 14,0                           | 11,0                           | 6×14+             | 79                | 125         | 165,46 |
| 15.      | Heather Kemkaran          | Kanada (CAN)           | 15,0                           | 14,0                           | 13,0                           | 13,0                           | 14,0                           | 15,0                           | 14,0                           | 15,0                           | 15,0                           | 5×14+             | 68                | 128         | 164,64 |
| 16.      | Kira Ivanova              | Szovjetunió (URS)      | 16,0                           | 16,0                           | 16,0                           | 15,0                           | 16,0                           | 17,0                           | 16,0                           | 16,0                           | 16,0                           | 8×16+             | 127               | 144         | 161,54 |
| 17.      | Susan Broman              | Finnország (FIN)       | 17,0                           | 17,0                           | 17,0                           | 17,0                           | 17,0                           | 16,0                           | 17,0                           | 17,0                           | 17,0                           | 9×17+             | 152               | 152         | 157,54 |
| 18.      | Tina Riegel               | NSZK (FRG)             | 18,0                           | 18,0                           | 18,0                           | 18,0                           | 18,0                           | 18,0                           | 18,0                           | 18,0                           | 18,0                           | 9×18+             | 162               | 162         | 149,50 |
| 19.      | Franca Bianconi           | Olaszország (ITA)      | 19,0                           | 19,0                           | 19,0                           | 19,0                           | 19,0                           | 19,0                           | 19,0                           | 19,0                           | 19,0                           | 9×19+             | 171               | 171         | 144,82 |
| 20.      | Szin Hjeszok              | Dél-Korea (KOR)        | 21,0                           | 20,0                           | 20,0                           | 20,0                           | 22,0                           | 21,0                           | 20,0                           | 21,0                           | 21,0                           | 8×21+             | 164               | 186         | 128,18 |
| 21.      | Gloria Mas                | Spanyolország (ESP)    | 22,0                           | 22,0                           | 21,0                           | 22,0                           | 20,0                           | 20,0                           | 21,0                           | 20,0                           | 22,0                           | 5×21+             | 102               | 190         | 126,56 |
| 22.      | Bao Zhenghua              | Kína (CHN)             | 20,0                           | 21,0                           | 22,0                           | 21,0                           | 21,0                           | 22,0                           | 22,0                           | 22,0                           | 20,0                           | 5×21+             | 103               | 191         | 126,96 |